# انریکو بروسونی
انریکو بروسونی (ایتالیایی: Enrico Brusoni; ۱۰ دسامبر ۱۸۷۸ – ۲۶ نوامبر ۱۹۴۹) دوچرخه‌سوار اهل ایتالیا بود.
وی در مسابقات کشوری و بین‌المللی در مجموع برندهٔ ۱ مدال طلا شده‌است.